# Jeffrey Vlug
Jeffrey Vlug (Woerden, 6 juni 1986) is een Nederlands profvoetballer, die uitkwam voor onder meer FC Den Bosch en Fortuna Sittard. Hij verruilde in januari 2015 Fortuna Sittard voor Rijnsburgse Boys.

## Clubcarrière
De aanvaller is afkomstig uit de jeugdopleiding van ADO Den Haag. Voor het seizoen 2005/06 tekende hij een contract bij Sparta Rotterdam. Na één seizoen in het jeugdelftal maakte hij op 29 oktober 2006 zijn debuut voor de hoofdmacht, in de thuiswedstrijd tegen Willem II (1-0), toen hij na 69 minuten inviel voor Haris Medunjanin. Er waren geruchten dat Vlug zou worden uitgeleend aan Haarlem, maar dit ging niet door.
In het seizoen 2006/07 groeide Vlug uit tot een vaste waarde binnen het elftal. Met de komst van trainer Gert Aandewiel leek er echter geen basisplaats voor Vlug in te zitten. Hij werd daarom in het seizoen 2007/08 verhuurd aan RBC Roosendaal. Hoewel Heracles Almelo interesse voor hem toonde, speelde hij het seizoen 2008/2009 op huurbasis opnieuw in de Jupiler League, nu voor Go Ahead Eagles.
Begin 2009 verhuisde hij naar RBC Roosendaal om daar het seizoen af te maken. Na RBC vertrok Jeffrey Vlug naar FC Eindhoven, waar hij in zijn eerste seizoen 27 wedstrijden speelde. Na twee jaar bij Eindhoven vertrok hij naar FC Den Bosch waar hij in mei 2013 transfervrij mocht vertrekken. Op 21 juni 2013 tekende hij voor twee seizoenen bij Fortuna Sittard. In januari 2015 werd zijn contract in goed overleg ontbonden, waarna hij ging spelen voor de amateurclub Rijnsburgse Boys.

## Clubstatistieken
| Seizoen | Club             | Duels | Goals | Competitie     |
| ------- | ---------------- | ----- | ----- | -------------- |
| 2006/07 | Sparta Rotterdam | 22    | 3     | Eredivisie     |
| 2007/08 | RBC Roosendaal   | 31    | 6     | Eerste divisie |
| 2008/09 | Go Ahead Eagles  | 18    | 2     | Eerste divisie |
| 2008/09 | RBC Roosendaal   | 10    | 1     | Eerste divisie |
| 2009/10 | FC Eindhoven     | 27    | 7     | Eerste divisie |
| 2010/11 | FC Eindhoven     | 16    | 3     | Eerste divisie |
| 2011/12 | FC Den Bosch     | 32    | 1     | Eerste divisie |
| 2012/13 | FC Den Bosch     | 29    | 6     | Eerste divisie |
| 2013/14 | Fortuna Sittard  | 31    | 6     | Eerste divisie |
| 2014/15 | Fortuna Sittard  | 14    | 0     | Eerste divisie |